# ルイジアナ州会議事堂

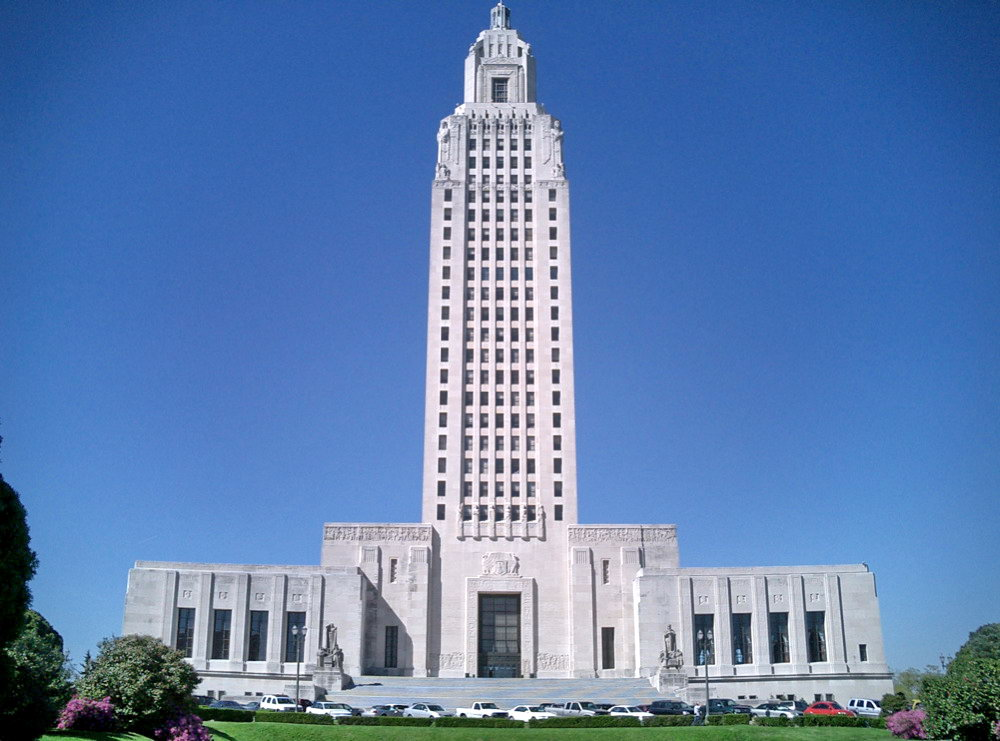
ルイジアナ州会議事堂

ルイジアナ州会議事堂（Louisiana State Capitol、ルイジアナしゅうかいぎじどう）は、アメリカ合衆国ルイジアナ州の州都バトンルージュに立地する同州議会の議事堂。ルイジアナ州議会の上下両院の議場のほか、州知事室、および一部の州行政機関が置かれている。27エーカー（約109,000m²）の敷地に建つ34階建て、高さ450フィート（約137m）の庁舎は、アメリカ合衆国の州会議事堂庁舎としては最も高く、またバトンルージュ市内で最も高い建物でもある。庁舎は国定歴史建造物に指定されている。
この庁舎は、1928年にヒューイ・ロングがルイジアナ州知事に立候補した際、1847年に建てられた旧議事堂を新しい、近代的な建物に建て替えることをの公約の1つとして掲げ、それが実行されたものであった。ロングはこの庁舎の設計・建設にあたってニューオーリンズの建築家レオン・C・ワイズらの建築事務所と契約し、当時建設中であったネブラスカ州会議事堂庁舎に倣った高層庁舎への関心を訴えた。庁舎はロングが州知事に就任した後、1930年に着工し、1932年3月に完成、同年5月16日に開庁した。庁舎の建設には500万ドル（当時）の費用を要した。
ロングの州知事在任中、この庁舎の24階にはロングの住居用のアパートが置かれていた。1935年、連邦議会上院議員となったロングはこの議事堂で暗殺された。
庁舎内にはルイジアナ州の歴史やアメリカ合衆国の歴史を示す彫刻が随所に配されている。また、正面玄関周辺の石には、ロバート・リビングストンが1803年にルイジアナ買収に調印した際に述べた、以下の言が刻まれている。

We have lived long but this is the noblest work of our whole lives...The United States take rank this day among the first powers of the earth,

（訳）我々は永く生きてきたが、これは我々が生きているうちに成した最も崇高な業である...合衆国は今日この日、世界の列強としての地位を確立した。

正面玄関に至る階段には、アメリカ合衆国の全ての州の名が州昇格順に刻まれている。13段目の後には小さな踊り場があり、1-13段目で独立13州を示している。踊り場より上は48段目まで、本土48州のうち独立13州を除く35州の名が並ぶ。49段目には、議事堂が完成した後、1959年に州に昇格したアラスカ州とハワイ州の名が両方刻まれている。